# 松塔格斯山
松塔格斯山（德語：Sonntagshorn）是中歐的山峰，位於德國和奧地利接壤的邊境，屬於基姆高山脈的一部分，該山峰海拔高度1,961米，每年平均降雨量1,889毫米。